# Pikku Jääjärvi
Pikku Jääjärvi eller Jääjärvi är en sjö i kommunen Enare i landskapet Lappland i Finland. Sjön ligger 91,9 meter över havet. Arean är 47 hektar och strandlinjen är 6,4 kilometer lång. Sjön  ingår i Neidenälvens huvudavrinningsområde.   Den ligger omkring 380 kilometer norr om Rovaniemi och omkring 1100 kilometer norr om Helsingfors. 